# نت کینگ کول
ناتانیل آدامز کولز (به انگلیسی: Nathaniel Adams Coles)‏ (۱۷ مارس ۱۹۱۹، مونتگمری، آلاباما – ۱۵ فوریه ۱۹۶۵، سنتا مونیکا، کالیفرنیا) که با نام هنری نت کینگ کول شناخته می‌شود، موسیقیدان اهل آمریکا بود.
در سال ۱۹۳۷ او به همراه اسکار مور گیتاریست و وسلی پریسن بیسیت، گروه کینگ کول تریو را تشکیل داد.

کول در ۴۵ سالگی بر اثر ابتلا به سرطان ریه و در سنتا مونیکا، کالیفرنیا درگذشت.